# 张腾霄 (1915年)
张腾霄（1915年7月—2017年2月7日），男，河南洛阳人，中华人民共和国教育家，曾任中国人民大学党委书记兼第一副校长，为中国人民大学复校和人大哲学系的发展作出了重要贡献。

## 生平
1938年10月加入中共，并进入陕北公学学习工作。曾任华北联合大学小学教材编写组组长、晋察冀边区雁北专区督学、晋察冀边区政府教育处编审科科长、中共中央宣传部教育研究室编辑。
1949年后任中国人民大学研究部副部长、教务部副部长、哲学系主任。
1959年，人民大学和北京大学联合组成一个人民公社考察团，由刚从人大调任北大副校长的邹鲁风当团长，张腾霄任副团长，带领两校一百多人到河北省藁城县和河南省信阳地区各县去考察。该团的考察报告如实反映了农村“大跃进”中的问题和农民生活的真相，受到彭真及北京市委重视，准备将其带到庐山会议，作为配合纠“左”的材料。而随着庐山会议后期的八届八中全会忽然由纠“左”一变而为“反右”，北京市委竟翻手将两校的考察报告作为“右倾”罪证。此时北大党委书记陆平、人大党委书记胡锡奎以及副校长聂真联手作假，称两校党委决议派考察团原是为调查人民公社的“优越性”，但该团写出了错误的报告云云，遂将邹鲁风与张腾霄等打成“右倾反党分子”。邹鲁风含恨自杀之后，批判重点转移到张腾霄身上。张坚持不说假话，不走绝路，被下放到学校农场去赶大车时亦能保持乐观精神。直到1962年“七千人大会”后，中共中央决定为1959年错划的“右倾机会主义分子”平反，经高教部长杨秀峰带工作组到两校调查，才发现所谓“两校党委决议”并不存在，是胡锡奎和陆平撒谎，遂严厉斥责胡、陆两人（胡随即被调离人大），此后张腾霄始获平反。
1983年6月至1985年9月任中国人民大学党委书记兼第一副校长。1983年5月28日至30日，中国高等教育学会在北京召开成立大会，大会选举了第一届理事会成员，他出任常务理事。

## 社会兼职
- 北京市哲学学会第一届副会长
- 中国高等教育学会第一届常务理事
- 第六届全国人大代表